# Кравченко, Владимир Казимирович
Владимир Казимирович Кравченко (р. 12 июня 1964 года) — сенатор Российской Федерации от Томской области (с 2016), член Комитета Совета Федерации по экономической политике.
Из-за поддержки нарушения территориальной целостности Украины во время российско-украинской войны находится под персональными международными санкциями  Евросоюза, США, Великобритании и ряда других стран.

## Биография
В 1985 г. окончил факультет физической культуры ТГПИ. Сразу после этого проходил службу в армии, в качестве командира парашютно-десантного отделения в Афганистане, в 56-й отдельной гвардейской десантно-штурмовой бригаде. В ходе одной из операций был тяжело ранен. В 1987 году уволен в запас из рядов Советской армии. За проявленное мужество награждён орденом Красной Звезды.
В 1987—1989 годах работал в Томском обкоме ВЛКСМ инструктором, начальником штаба молодых воинов запаса. В 1989 году организовал и возглавил томский военно-патриотический клуб «Гвардия», которым руководил до 1996 года.
С 1992 года является председателем правления Ассоциации военно-патриотических клубов Томской области, позднее реорганизованной в Ассоциацию оборонно-спортивных клубов. По итогам 2001 года программа Ассоциации была отмечена грантом первой степени Министерства образования Российской Федерации.
С 1996 по 2000 год В. К. Кравченко являлся председателем правления Томской областной организации Российского союза ветеранов Афганистана. Одновременно он возглавлял строительство, а после сдачи в эксплуатацию — реабилитационный центр, где лечились воины, проходившие службу в «горячих точках».
В 2000 году Владимир Кравченко принял участие в создании Томского регионального отделения партии «Единство», исполком которого и возглавил. С 2001 года, после реорганизации и слияния партий «Единство» и «Отечество», руководит исполкомом Томского регионального отделения Всероссийской политической партии «Единая Россия». В 2002 году окончил международный факультет управления ТГУ по специальности «Государственное и муниципальное управление».
С марта 2007 года — депутат Думы Томской области
С 2011 по 2016 год — председатель комитета по законодательству, государственному устройству и безопасности Думы Томской области. В 2014 году окончил Российскую академию правосудия.
С октября 2016 года — член Совета Федерации — представитель от Законодательной думы Томской области.
14 октября 2021 полномочия сенатора продлены депутатами Законодательной думы Томской области.

## Семья
Жена — Оксана Ивановна Кравченко (1968 г.р.), начальник департамента по вопросам семьи и детей администрации Томской области (2012—2014), заместитель мэра города Томска по социальной политике (2014—2016). Есть две дочери.

## Награды
Среди пятнадцати наград Владимира Казимировича:
- медаль «Воину — интернационалисту от благодарного афганского народа»;
- медаль Г. К. Жукова;
- медаль ЦС РОСТО «Первый трижды Герой Советского Союза А. И. Покрышкин»;
- Золотая медаль «За Полезное» в номинации за работу по патриотическому воспитанию подрастающего поколения;
- медаль «За ратную доблесть»;
- медаль «Ветеран боевых действий».
- В 2009 г. Указом Президента РФ Владимир Кравченко награжден медалью ордена «За заслуги перед Отечеством» II степени.
- Орден Дружбы (27 февраля 2020) — за большой вклад в развитие парламентаризма и активную законотворческую деятельность[1].

## Санкции
9 марта 2022 года, на фоне вторжения России на Украину, внесён в санкционный список всех стран Европейского союза так как он голосовал за ратификацию договоров о дружбе с самопровозглашёнными ЛНР и ДНР.
24 марта 2022 года внесён в санкционный список Канады «соратников режима» за «содействие в нарушения суверенитета и территориальной целостности Украины»
30 сентября 2022 года внесён санкционный список Соединенных Штатов Америки «за аннексию Путиным регионов Украины» и одобрения закона о фейках. Государственный департамент отмечает что сенаторы  «проголосовали за одобрение просьбы Путина о вводе войск в Украину, что послужило неоправданным предлогом для полномасштабного вторжения России в Украину».
По аналогичным основаниям находится под санкциями Великобритании, Швейцарии, Украины, Австралии и Новой Зеландии.